# Cono de Teggiano
São Cono de Teggiano é um santo italiano da Igreja Católica.

## Biografia
São Cono nasceu na cidade Teggiano, Itália. Era filho de aldeões. Os pais dele tiveram o filho com uma idade bastante avançada. Durante a gravidez, a mãe dele teria sonhado com um clarão e essa visão foi interpretada por um padre local que nasceria uma criança importante e de bastante notoriedade. O nome "Cono" quer dizer "algo perfeito" em um dialeto de Salerno.
Quando ainda era muito jovem, São Cono decidiu que seguiria o caminho da fé no mosteiro da ordem de São Bento na cidade de San Nicolas, porém os pais eram contra, uma vez que eles eram idosos e Cono era o filho único deles. Sendo assim, São Cono foge de casa, mas os pais vão atrás dele. Chegando no mosteiro, os pais dele se assumem como responsável pelo santo. Espertamente, São Cono se esconde no forno de pão para ninguém te pegar. Por não saberem que ele estava dentro do forno, os monges acendem o forno e Cono consegue se salvar milagrosamente. Com esse ato, os pais aldeões se convencem que ele deveria seguir o seu caminho na fé.

### Lenda
Cono sempre foi um sacerdote generoso e disposto a ajudar seus irmãos, realizando as tarefas relevantes da vida monástica. Pouco depois de entrar no mosteiro e ainda não ter completado vinte anos, Cono recebeu uma mensagem misteriosa: "hoje à noite Deus te chamará".
E assim foi: na madrugada do dia seguinte, em 3 de junho, Cono morreu.

## Canonização
Seu caráter de santo foi reconhecido pelas próprias pessoas que começaram a chamá-lo assim muito antes do processo de canonização. Isso finalmente ocorre em 1871, a pedido do Papa Pio IX.

## Culto de São Cono

### Diáspora italiana no Uruguai
A diáspora italiana levou o culto de São Cono a outras partes do mundo, sendo a cidade de Florida, em Uruguai a mais reconhecida, onde os descendentes de imigrantes ergueram uma igreja. Lá produzem os festejos do santo em todos os dias de 3 de junho.
A imagem chegou ao país em 1870 e naquele momento a capela estava em construção. Ela foi abrigada na casa de dom Blás Aloy, descendente de italianos e um dos organizadores da chegada do santo. Posteriormente, a imagem era transportada a um colégio de religiosos italianos que visitavam a usança de seu país para manter a tradição. A capela em honra ao santo seria finalmente inaugurada em 1884.
Em outubro de 2011, uma delegação encabeçada pelo prefeito de Teggiano acompanhou a imagem de São Cono em visita de uma semana a Florida, onde a imagem foi transportada de novo a sua cidade de origem. A visita da imagem santa deu lugar a grandes mostras populares de veneração.

### Em Outros países
São Cono também é venerado em outras localidades, como em Buenos Aires, Nova York, San Mauro Pascoli, San Cono, etc.